# ヤマラッキョウ
ヤマラッキョウ（山辣韭、学名：Allium thunbergii）は、ヒガンバナ科ネギ属の多年草。
ニラの臭いは弱い。冬季には地上部は枯れて姿を消し、地下の鱗茎だけが越冬する。

## 特徴
地下の鱗茎は狭卵形で、長さ2 - 3センチメートル（cm）になり、外皮は灰白色で、ときに古い外皮は繊維状に残る。葉は、春に3 - 5個が根出状に出て、長さ20 - 50 cm、幅2 - 5ミリメートル（mm）になり、広線形で、断面は鈍三角形で中は中空、下部は葉鞘となる。
花期は9 - 11月。花茎は高さ30 - 60 cmになり、茎先に多数の花が束生し、径3 - 4 cmの球状の散形花序になる。花柄は長さ10 - 15 mmになり、同属のラッキョウ A. chinense と比べると花柄は短く、花序は混み合ってみえる。花被片は離生し、6個あって平開せず、紅紫色をし、楕円形から長楕円形で長さ5 - 6 mmになる。雄蕊は6個あり、花糸は花より著しく長く突出し、花糸基部に歯牙はあるがラッキョウほど大きくはない。葯も紫色になる。花柱も細長く花から突き出る。子房は下位で3室あり、花後、倒心形の蒴果となる。蒴果は径5 mmになり、3稜あって胞背裂開し、種子は黒色になる。

## 分布と生育環境
日本では、本州（秋田県以南）、四国、九州に分布し、山地の草原に生育する。世界では朝鮮半島、中国大陸、台湾に分布する。

## 名前の由来
和名ヤマラッキョウは、「山辣韭」の意で、「山に生えるラッキョウ」の意味である。
種小名（種形容語）thunbergii は、スウェーデンの植物学者、カール・ツンベルクへの献名。

## 下位分類
- シロバナヤマラッキョウ Allium thunbergii G.Don f. albiflorum (Makino) Honda[7] - 白花品種。

## 利用
地上部が枯れる前に鱗茎を掘り起こし、きれいに水洗いし、軽くゆでて、甘酢、酢味噌で食べる。春から秋までの軟らかい葉は、天ぷら、油炒め、麺類の薬味にする。

## ギャラリー
- 花糸が花被から突出する。